# Liar (chanson de Silia Kapsis)
Pour les articles homonymes, voir Liar.
Singles de Silia Kapsis
Night Out
(2023)
Chansons représentant Chypre au Concours Eurovision de la chanson
Break a Broken Heart (Andrew Lambrou)
(2023)
Liar est une chanson de l'auteure-compositrice-interprète australienne Silia Kapsis. Elle a été sélectionnée pour représenter Chypre au Concours Eurovision de la chanson 2024 à Malmö.

## Contexte et composition
La chanson est composée par Dimitri Kontopoulos et les paroles sont écrites par Elke Tie. Elle est publiée le 29 février 2024 par le label  K2ID Productions. Dans des interviews, Silla décrit la chanson comme une chanson dance-popet qu'elle s'adresse aux personnes qui vivent des vies « fausses », les critiquant d'avoir favorisé « la honte du corps ».
La branche grecque de l'OGAE repend dès la mi-août 2023 des rumeurs selon lesquelles Sillas Kapsis aurait été choisie par le diffuseur chypriote CyBC pour représenter l'île à l'Eurovision 2024. Sillas Kapsis est officiellement annoncée comme représentante de Chypre au Concours Eurovision de la chanson 2024 le25 septembre 2023. Le 22 février 2024, elle publie un extrait en avant-première pour promouvoir la chanson.

## Clip vidéo
Lors de sa sortie, la chanson s'accompagne d'un clip vidéo. Il a été tourné dans la ville chypriote de Limassolet réalisé par Kostas Karydas.

## Eurovision 2024

### Sélection interne
Le diffuseur chypriote,  la société de radiodiffusion de Chypre (CyBC),  confirme  sa participation à l'Eurovision 2024 le 19 mai 2023. À l'origine, CyBC prévoyait d'organiser une finale nationale pour sélectionner son candidat mais l'émission qui devait être utilisée, Fame Story, est  une émission grecque le diffsuer grecque ERT menace de se retirer de l'UER si aucune mesure n'était prise. En conséquence, CyBC opte pour une sélection interne. Sillia Kapsis est ensuite annoncée comme représentante le 25 septembre 2023.

### Eurovision 2024
Le Concours Eurovision de la chanson 2024 se déroulera à la Malmö Arena de Malmö, en Suède, et consistera en deux demi-finales qui se tiendront aux dates respectives des 7 et 9 mai, et en une finale le 11 mai 2024. Lors du tirage au sort du 30 janvier 2024, l'île de Chypre est tirée au sort pour participer à la première demi-finale, se produisant lors de la première partie de cette première demi-finale.